# Side Hustles
Albums de UGK
Dirty Money
(2001) Best of UGK
(2003)
Side Hustles est une compilation d'UGK, sortie le 24 septembre 2002.
Cet opus comprend des titres inédits du duo ainsi que des morceaux enregistrés par d'autres artistes sur lesquels participent les membres d'UGK. They Down With Us apparaît également sur l'album de Scarface intitulé The Last of a Dying Breed, publié en 2000.
L'album s'est classé 10e au Top R&B/Hip-Hop Albums et 70e au Billboard 200.

## Liste des titres
| No  | Titre | Contient un (des) sample(s) de         | Durée |
| --- | --- | -------------------------------------- | ----- |
| 1.  | Belts to Match (featuring Smitty et Sonji – Produit par Organized Noize)                                       | Love to the People de Curtis Mayfield  | 4:01  |
| 2.  | Breakin' Sketti (Interprété par Rob Jackson featuring Bun B – Produit par Melvin Coleman)                      |                                        | 3:50  |
| 3.  | They Down With Us (Interprété par Scarface featuring UGK – Produit par Scarface)                               |                                        | 4:44  |
| 4.  | Dirty Dirty (Remix) (Interprété par Mil featuring UGK – Produit par Gavin « Pretty Boy » Marchand et Ty Fyffe) |                                        | 4:50  |
| 5.  | The Corruptor's Execution (featuring B-Legit et E-40 – Produit par Pimp C)                                     |                                        | 4:13  |
| 6.  | Pop the Trunk (Interprété par Celly Cel featuring UGK – Produit par Studio Ton)                                |                                        | 4:06  |
| 7.  | Cigarette (featuring 8Ball, KB et Too $hort – Produit par Byrd)                                                |                                        | 5:08  |
| 8.  | We Big Mane (Interprété par Q of ESC featuring Bun B et Marquaze – Produit par Barry Adams)                    |                                        | 4:33  |
| 9.  | All About It (Interprété par Too $hort featuring Pimp C – Produit par Colin Wolfe)                             |                                        | 7:39  |
| 10. | The Game (Interprété par Mil featuring Bun B – Produit par Franklin « Livin' Proof » Crum)                     |                                        | 4:45  |
| 11. | Pocket Full of Stones (Remix) (Produit par Pimp C)                                                             | Give It Away des Red Hot Chili Peppers | 6:15  |